# 理性自然人
理性自然人（英語：reasonable person），是在普通法系裡的一位理性且公正的虛構人士。普通法系使用理性自然人作為基準來比較一個人的作為。此虛構人的行為必須相同於任意自然人在相同情況下應做的正當行為。

## 個別情況
雖然理性自然人代表一位理想的自然人，但與大多自然人比較此標準不能準確的代表所有自然人在不同情況下應做的行為。因此在不同的情況下會產生不同的理性自然人。常見的包含：
小孩
對於小孩，理性自然人的行為必須考慮到，代表人的年齡，智能和經驗。
智能障礙者
為了確保患於智能障礙的人士不做任何不正當的衝動行為，對於智障，理性自然人的行為無更變。
專家
對於專家，理性自然人在相同情況下應做行為的標準將會被抬高。
醫護人士
對於醫護人士，理性自然人在不同情況下會被要求使用醫護人士的專業知識來幫助他人。
執法人士
對於執法人士，理性自然人的行為必須考慮到執法人的受訓來判斷執法人是否過當使用武力。
缺乏經驗的人士
若缺乏經驗的人士的行為可能傷害到他人，此類的理性自然人在不同情況下應做的行為的標準將會被調降。